# خانه غضنفر همتی
خانه غضنفر همتی مربوط به دوره پهلوی اول است و در شیراز، محله سرباغ، کوچه خانقاه احمدی، پلاک ۶۷ واقع شده و این اثر در تاریخ ۱۰ خرداد ۱۳۸۲ با شمارهٔ ثبت ۸۹۹۹ به‌عنوان یکی از آثار ملی ایران به ثبت رسیده است.